# Cassida sabahensis
Cassida sabahensis es un coleóptero de la familia Chrysomelidae.
Fue descrita científicamente en 2002 por Swietojanska & Borowiec.